# Wati House
Singles de Sexion d'Assaut
Ma direction
(2012) Problèmes d'adultes
(2012)
Pistes de L'Apogée
Paname allons danser
(14) - 75 degrés
(16)
Wati House est une chanson du groupe de rap français Sexion d'Assaut sortie en 24 mars 2012 sous la major Sony. 5e single extrait de l'album studio L'Apogée, la chanson — dont la musique est basée sur le sample du morceau Lick It de 20 Fingers — est écrite par Wati B, Renaud Rebillaud, Lefa, Black Mesrimes, Maître Gims, JR O Chrome, Adams Diallo produite par Wati B.
Le single se classe numéro 4 des hit-parades en France et en Belgique (Wallonie).

## Classement par pays
| Classement (2012)                       | Meilleure position |
| --------------------------------------- | ------------------ |
| France (SNEP)                           | 4                  |
| France (Airplay)                        | 6                  |
| France (Club 40)                        | 10                 |
| Belgique (Wallonie Ultratop 50 Singles) | 4                  |
| Belgique (Flandre Ultratop 50 Singles)  | 37                 |
| Suisse (Schweizer Hitparade)            | 50                 |